# Bruchbach (Schwarzach)
Der Bruchbach ist ein Bach in der Gemeinde St. Jakob in Defereggen (Bezirk Lienz). Der Bach entspringt an Südwestflanken des Panargenkamms und mündet bei der Oberhausalm in die Schwarzach.

## Verlauf
Der Bruchbach entspringt im Panargenkamm unterhalb des Bruchbachkars zwischen Totenkarspitze im Nordwesten und Panargenspitze im Nordosten. Westlich liegt die Weißbachklamm, östlich das Einzugsgebiet der Plattengräben, im Nordosten ein kleiner Teil des Einzugsgebiets des Oberhausbachs. Im Norden stößt am Gratverlauf das Einzugsgebiet der Isel an jenes des Bruchbachs. Der relativ kurze Bruchbach fließt in südwestlicher Richtung durch alpines Gelände und erreicht im Mittellauf den hier vergleichsweise spärlich bewaldeten Bereich des Oberhauser Zirbenwalds. Er mündet östlich der Unteren Seebachalm von links in die Schwarzach. Der Bruchbach weist über seine gesamte Länge einen geringen Verbauungsgrad und eine unbeeinflusste Hydrologie auf. Das Umland weist überwiegend eine geringe Nutzungsintensität auf, wodurch die Gewässerraumausprägung als natürlich gilt. Insgesamt wird dem Oberhausbach eine sehr hohe naturräumliche Bewertung attestiert.